# Gliederung des Heeres (Bundeswehr, Heeresstruktur 2)
Die Gliederung des Heeres der Bundeswehr in der Heeresstruktur 2 beschreibt die Truppenteile des Heeres in der Heeresstruktur 2. Die Heeresstruktur 2 bezeichnete die Gliederung zwischen etwa März 1959 bis etwa 1970 als die Umgliederung in die Heeresstruktur 3 begann. Auffälligster Unterschied zwischen der Heeresstruktur 1 und 2 waren der anhaltende Aufwuchs sowie die Aufstellung von Brigaden bei gleichzeitiger Auflösung der für die Heeresstruktur 1 typischen Kampfgruppen.

## Vorbemerkungen

### Umfang des Heeres
Ende 1959 waren elf Divisionen mit insgesamt 27 Brigaden aufgestellt. Der Personalumfang des Heeres betrug rund 148.000 Mann. Die Grenadierdivisionen waren in Panzergrenadierdivisionen umbenannt worden.
1964 verfügten zwei von drei Korps über je eine Panzer- und zwei Panzergrenadierdivisionen. Dem I. Korps war zusätzlich die 6. Panzergrenadierdivision unterstellt. Zusätzlich bestanden die 1. Gebirgsdivision und die 1. Luftlandedivision fort. Mit der Unterstellung der 12. Panzerdivision unter die NATO im April 1965 wurde die geplante Divisionsanzahl des Heeres erreicht. Der Personalbestand des Heeres wuchs bis 1967 auf 285.000 Mann an.
Die angestrebten 36 Brigaden konnten jedoch in der Heeresstruktur 2 noch nicht aufgestellt werden.

### Übergeordnete Führung
Die drei deutschen Korps und die nachgeordneten Truppenteil sollten im Kriegsfall (ab 1968 als Verteidigungsfall bezeichnet) durch Kommandostäbe der NATO geführt werden. In der NATO-Kommandostruktur war der Einsatz für LANDJUT, NORTHAG und CENTAG vorgesehen. Die dem Inspekteur des Heeres nachgeordneten Truppenteile auf Ebene der obersten Heeresführung blieben (auch im Kriegsfall) unter nationaler Führung – blieben also dem Bundesministerium der Verteidigung bzw. dem Führungsstab der Streitkräfte und dem Führungsstab des Heeres nachgeordnet. Dieser Bereich war also nicht in die NATO-Kommandostruktur integriert.

### Das Territorialheer in der Heeresstruktur 2
Nicht aufgelistet sind die Truppen des Territorialheeres, denn diese dem Kommando Territoriale Verteidigung nachgeordneten Truppenteile zählten in der Heeresstruktur 2 nicht zum Heer, sondern bildeten neben dem Heer einen eigenen Bereich der Bundeswehr. Erst 1969/1970 wurde das Kommando Territoriale Verteidigung im Rahmen der Einnahme der Heeresstruktur 3 außer Dienst gestellt, als oberste Kommandobehörden stattdessen die Territorialkommandos eingerichtet und diese in die Teilstreitkraft Heer integriert.

### Hinweis zu den Verbandsabzeichen und internen Verbandsabzeichen
Für interne Verbandsabzeichen wurde erst etwa Mitte der 1980er Jahre offiziell eine Tragegenehmigung erteilt. Sie sind daher nicht dargestellt. Die aufgezählten Truppenteile oder die in ihrer Tradition stehenden „Nachfolger“ könnten jedoch inoffiziell bereits wappenähnliche Abzeichen geführt haben bzw. ab Mitte der 1980 offiziell erhalten haben. Die dargestellten Verbandsabzeichen für Großverbände wurden in der Heeresstruktur 2 in die Truppe eingeführt und sind entsprechend dargestellt.

## Oberste Heeresführung
- Inspekteur des Heeres/Führungsstab des Heeres, Bonn[2][3]
  -  Truppenamt, Köln
    -  Stammdienststelle des Heeres, Köln
    - Schulen und Zentren des Heeres

  -  Führungsfernmeldebrigade 700, Meckenheim (Hinweis: aufgestellt Oktober 1967; möglicherweise Territorialheer/Kommando Territoriale Verteidigung.)
  -  Kommando Depotorganisation, Bad Neuenahr-Ahrweiler

## I. Korps

Verbandsabzeichen I. Korps

- Stab I. Korps, Münster[4]
  -  Korpstruppen I. Korps[4]

### 1. Panzergrenadierdivision

Verbandsabzeichen 1. Panzergrenadierdivision

- Stab 1. Panzergrenadierdivision, Hannover[4][5]
  -  Divisionstruppen 1. Panzergrenadierdivision:[4][5] (Gliederung Ende 1959[5])
    -  Fernmeldebataillon 1[5]
    -  Flugabwehrregiment 1[5], Langenhagen (?)[3]
    -  Panzeraufklärungsbataillon 1[5], Braunschweig[3]
    -  Pionierbataillon 7[5], Holzminden[3] (1. März 1960 Umgliederung zu Pionierbataillon 1)[3]
    -  Sanitätsbataillon 1[5], Bückeburg[3], ab September 1967 Hildesheim[3]
    -  Nachschubkompanie 1[5], Hannover[3]
    -  Instandsetzungsbataillon 410[5], Giesen[3] (ab 1. Dezember 1966 neue Bezeichnung „mittleres Instandsetzungsbataillon 410“)[3]
    -  Heeresmusikkorps 1 (ab 1960)[5], Hannover[3]

  -  Panzergrenadierbrigade 1, Hildesheim[4][5]
    -  Versorgungsbataillon (Aufstellung ab 1. Oktober 1966)[5]

  -  Panzergrenadierbrigade 2, Braunschweig[4][5]
    -  Versorgungsbataillon (Aufstellung ab 1. Oktober 1966)[5]

  -  Panzerbrigade 3, Nienburg[4][5]
    -  Versorgungsbataillon (Aufstellung ab 1. Oktober 1966)[5]

  -  Artillerieregiment 1[4][5], Hannover[3]

### 3. Panzerdivision

Verbandsabzeichen 3. Panzerdivision

- Stab und Stabskompanie 3. Panzerdivision, Buxtehude[4][6][7]
  -  Divisionstruppen 3. Panzerdivision[4]: (Gliederung ca. 1960[6])
    -  Panzerartilleriebataillon 31[6], Lüneburg[3] (ab 30. April 1965 Feldartilleriebataillon 31[3])
    -  Flugabwehrartilleriebataillon 3[6]
    -  Fernmeldebataillon 3[6], Buxtehude[3]
    -  Panzeraufklärungsbataillon 3[6], Lüneburg[3]
    -  Pionierbataillon 3[6], Hamburg[3] (ab 1968 Stade[3])
    -  Sanitätsbataillon 3[6] (teilaktiv[3]), Hamburg[3]
    -  Instandsetzungsbataillon 430[6], Munster[3] (ab 1962 Rotenburg[3]; ab 1966 neue Bezeichnung „mittleres Instandsetzungsbataillon 430“[3])
    -  Heeresmusikkorps 3[6], Lüneburg[3]

  -  Panzergrenadierbrigade 7, Hamburg[4]
  -  Panzerbrigade 8, Lüneburg[4]
  -  Panzerlehrbrigade 9, Munster[4][3]
  -  Artillerieregiment 3[4][6], Buxtehude[3]

### 6. Panzergrenadierdivision

Verbandsabzeichen 6. Panzergrenadierdivision

Hinweis: Die 6. Panzergrenadierdivision war im Kriegsfall (ab 1968 als Verteidigungsfall bezeichnet) nicht als Truppenteil des I. Korps vorgesehen, sondern war ab 1962 der deutsche Hauptbeitrag für LANDJUT.
- Stab 6. Panzergrenadierdivision, Neumünster[8]
  -  Divisionstruppen 6. Panzergrenadierdivision: (Gliederung ca. Ende 1959[8])[4][3]
    -  Panzeraufklärungsbataillon 6[8], Boostedt[3] (ab 1961 Eutin[3])
    -  Fernmeldebataillon 6[8], Neumünster[3]
    -  Pionierbataillon 6[8], Plön[3]
    -  Sanitätsbataillon 6[8] (teilaktiv[3]), Itzehoe[3]
    -  Feldjägerkompanie 6[8], Neumünster[3]
    -  Nachschubkompanie 6[8]
    -  Musikkorps 6[8] (vermutlich gemeint: Heeresmusikkorps 6, Hamburg[3])

  -  Panzergrenadierbrigade 16, Flensburg[4]
    -  Panzergrenadierbataillon 161[8]
    -  Panzergrenadierbataillon 162[8]
    -  Panzergrenadierbataillon 163[8]
    -  Versorgungsbataillon 166[8]

  -  Panzergrenadierbrigade 17, Hamburg[4]
    -  Panzergrenadierbataillon 171[8]
    -  Panzergrenadierbataillon 172[8]
    -  Panzerbataillon 174[8]
    -  Versorgungsbataillon 176[8]
    -  Feldartilleriebataillon 177[8]

  -  Panzerbrigade 18, Neumünster[4]
    -  Panzergrenadierbataillon 182[8]
    -  Panzerbataillon 183[8]
    -  Panzerbataillon 184[8]
    -  Panzerartilleriebataillon 185[8]
    -  Versorgungsbataillon 186[8]

  -  Artillerieregiment 6,[4][8] Neumünster[3] (bis 1965 möglicherweise bezeichnet als Feldartillerieregiment 6;[3] ab 1965 Kellinghusen;[3] Gliederung ca. Ende 1959[8])
    -  Feldartilleriebataillon 61,[8] Schleswig[3] (ab 1963 Albersdorf[3])

### 11. Panzergrenadierdivision

Verbandsabzeichen 11. Panzergrenadierdivision

(Hinweis: Ab 19. Mai 1961 der NATO assigniert.)
- Stab 11. Panzergrenadierdivision,[4] Oldenburg[3]
  -  Divisionstruppen 11. Panzergrenadierdivision (Gliederung Frühjahr 1961[9]):
    -  Fernmeldebataillon 11,[9] Oldenburg[3]
    -  Heeresfliegerstaffel 11,[9] Celle[3] (15. Oktober 1964 Umgliederung in 2./Heeresfliegerbataillon 11, Celle)[3]
    -  Flugabwehrregiment 11,[9] Achim[3]
    -  Pionierbataillon 11,[9] Dörverden[3]
    -  Panzeraufklärungslehrbataillon 11,[9] Munster[3]
    -  Sanitätsbataillon 11,[9] Leer[3]
    -  Instandsetzungsbataillon 11[9] (teilaktiv ?)[3], Delmenhorst(?)[3]
    -  Nachschubbataillon 11,[9] Delmenhorst (?)[3]
    -  ABC-Abwehrkompanie 11,[9] Dörverden[3] (ab 1. Juli 1964 als Geräteeinheit in Holzminden)
    -  Heeresmusikkorps 11,[9] Bremen[3]

  -  Panzergrenadierbrigade 31, Oldenburg[3][9] (Hinweis: Aufstellung ab Juli 1960)[3]
  -  Panzergrenadierbrigade 32, Schwanewede[3][9]
  -  Panzerbrigade 33, Lingen[3][9]
  -  Artillerieregiment 11,[4][9] Oldenburg[3]

## II. Korps

Verbandsabzeichen II. Korps

- Stab II. Korps, Ulm[10]
  -  Korpstruppen II. Korps

### 4. Panzergrenadierdivision

Verbandsabzeichen 4. Panzergrenadierdivision

- Stab 4. Panzergrenadierdivision, Regensburg[10]
  -  Divisionstruppen 4. Panzergrenadierdivision[11]
  -  Panzergrenadierbrigade 10, Weiden in der Oberpfalz[10][11]
  -  Panzergrenadierbrigade 11, Bogen[10][11]
  -  Panzerbrigade 12, Amberg[10][11]

 Hinweis: die Panzerbrigade 30 war zunächst der 4. Panzergrenadierdivision unterstellt, als sie aus Teilen der Panzerkampfgruppe C4 gemäß der Heeresstruktur 2 neu aufgestellt wurde und ihre neue Bezeichnung erhielt. Die Panzerbrigade 30 wechselte zum 1. Oktober 1959 zur  10. Panzergrenadierdivision.

### 1. Gebirgsdivision

Verbandsabzeichen 1. Gebirgsdivision

- Stab 1. Gebirgsdivision, Garmisch-Partenkirchen[10] (Hinweis: bis 1. Juli 1960 Mittenwald)[12]
  -  Divisionstruppen 1. Gebirgsdivision:
    -  Gebirgs-Flugabwehrbataillon 8,[12] Traunstein[12] (Hinweis: Aufstellung 1964)[12]

  -  Gebirgsjägerbrigade 22, Mittenwald[10]
  -  Gebirgsjägerbrigade 23, Bad Reichenhall[10]
  -  Panzerbrigade 24[10], Murnau[3] (Hinweis: ab 1966 umgegliedert in Panzergrenadierbrigade 24)[12]
  - →  Panzergrenadierbrigade 24, Landshut (bis 1966 Murnau)[3] (Hinweis: 1966 aufgestellt durch Umgliederung Panzerbrigade 24)

### 1. Luftlandedivision

Verbandsabzeichen 1. Luftlandedivision

- Stab 1. Luftlandedivision, Bruchsal (bis 1964 Esslingen am Neckar)[10][13]
  -  Divisionstruppen 1. Luftlandedivision (Gliederung Ende 1961)[13]:
    -  Luftlandefernmeldebataillon 9,[13] Esslingen[3] (Hinweis: ab 1964 Bruchsal)[3]
    -  Fallschirmjägerbataillon 261,[13] Sigmaringen[3]  (Hinweis: ab 1961 Lebach)[3]
    -  Fallschirmjägerbataillon 252,[13] Clausthal-Zellerfeld[3] (Hinweis: ab 28. September 1961 Nagold)[3]
    -  Fallschirmjägerbataillon 291,[13] Stetten am kalten Markt[3]
    -  Luftlandepionierbataillon 9,[13] Bruchsal[3] (Hinweis: ab 1. Februar 1963 Speyer;[3] zum 21. Oktober 1964 umgegliedert in Pionierbataillon 12[3])
    -  Heeresfliegerstaffel 9[13]
    -  Heeresmusikkorps 9,[13] Stuttgart[3]
    -  Fallschirmartilleriebataillon 255,[13] Engstingen[3] (Hinweis: ab 16. November 1961 Calw;[3] zum 31. Mai 1969 Umgliederung in Luftlandeartilleriebataillon 255[3])
    -  Luftlandeflugabwehrbataillon 9,[13] Altenstadt[3] (Hinweis: zum 1. November 1964 umgegliedert in Flugabwehrbataillon 12[3])

  -  Fallschirmjägerbrigade 25,[10] Calw[3] (bis 1961 Sigmaringen)[10][3]
  -  Fallschirmjägerbrigade 26,[10] Zweibrücken[3] (bis 1961 Sigmaringen)[3]

(Hinweis: die geplante 27. Brigade des Heeres wird erst in der nächsten Heeresstruktur ausgeplant.)

### 10. Panzergrenadierdivision

Verbandsabzeichen 10. Panzergrenadierdivision

(Hinweis: ab 6. Dezember 1962 NATO-Assignierung)
- Stab und Stabskompanie 10. Panzergrenadierdivision, Sigmaringen[10][14]
  -  Divisionstruppen 10. Panzergrenadierdivision (Gliederung unmittelbar bzw. kurz nach Aufstellung im Oktober 1959)[14]:
    -  Fernmeldebataillon 10,[14] Sigmaringen[14]
    -  Mittlere Instandsetzungskompanie 10,[14] Sigmaringen[14]
    -  Nachschubkompanie 10,[14] Sigmaringen[14]
    -  Panzeraufklärungsbataillon 10,[14] Ingolstadt[14]
    -  Flugabwehrbataillon 10,[14] Kempten[14]
    -  Feldartilleriebataillon 101,[14] Pfullendorf[14]
    -  Pionierbataillon  10,[14] Ingolstadt[14] (Hinweis: ab 19. April 1960 unterstellt[14])
    -  Panzergrenadierbataillon  283,[14] München[14]
    -  Sanitätslehrbataillon 10,[14] München[14]
    -  Heeresmusikkorps 10,[14] Ulm[3] (Hinweis: ab 22. September 1960 unterstellt[14])

  -  Panzergrenadierbrigade 28, Neuburg an der Donau[3] (Hinweis: 1964 aufgestellt.[3] Bis 1964 Neuburg an der Donau; von 1964 bis 1969 Donauwörth; ab 1969 erneut Neuburg an der Donau.[3] Es handelt sich im Kern nicht um die spätere Panzerbrigade 28)
  -  Panzergrenadierbrigade 29,[14] Sigmaringen[14][3] (Hinweis: bis 1961 Pfullendorf;[3] ab 1967 in Panzerbrigade 29 umgegliedert)
    -  Panzergrenadierbataillon 293,[14] Immendingen[14]
    -  Panzerbataillon 294,[14] Großengstingen[14]
    -  Feldartilleriebataillon 295,[14] Immendingen[14]

  - →  Panzerbrigade 29, Sigmaringen[3] (Hinweis: Januar 1967 durch Umgliederung Panzergrenadierbrigade 29 aufgestellt)
  -  Panzerbrigade 30,[14] Ellwangen[14][10] (Hinweis: die Panzerbrigade 30 war zunächst der 4. Panzergrenadierdivision unterstellt als sie aus Teilen der Panzerkampfgruppe C4 gemäß der Heeresstruktur 2 neu aufgestellt wurde und ihre neue Bezeichnung erhielt. Die Panzerbrigade 30 wechselte zum 1. Oktober 1959 zur  10. Panzergrenadierdivision.)[11]
    -  Panzergrenadierbataillon 302,[14] Ellwangen[14]
    -  Panzerbataillon 303,[14] Münsingen[14]
    -  Panzerbataillon 304,[14] Münsingen[14]
    -  Versorgungsbataillon 306,[14] Ellwangen[14]
    -  Panzergrenadierbataillon 362,[14] Walldürn[14]
    -  Panzerartilleriebataillon 365,[14] Walldürn[14]
    -  Versorgungsbataillon 366,[14] Walldürn[14]

  -  Artillerieregiment  10,[14] Pfullendorf[3] (Hinweis: ab Dezember 1960 unterstellt[14][3])

### 12. Panzer(grenadier)division

Verbandsabzeichen 12. Panzerdivision

(Hinweis: Aufstellung 8. November 1960 unter der Bezeichnung 12. Panzerdivision; bis spätstestens April 1961 Umbenennung in 12. Panzergrenadierdivision; ab 17. März 1965 NATO-Assignierung)
- Stab 12. Panzergrenadierdivision,[10] Veitshöchheim[10][3] (Hinweis: 1961 aufgestellt; bis 1965 Tauberbischofsheim)[3]
  -  Divisionstruppen 12. Panzergrenadierdivision
  -  Panzergrenadierbrigade 35, Hammelburg[3] (Hinweis: Januar 1960 unterstellt)[3][15]
  -  Panzerbrigade 36, Bad Mergentheim[3] (Hinweis: aufgestellt 1. April 1963)[3][15]

(Hinweis: die geplante 34. Brigade des Heeres wird erst in der nächsten Heeresstruktur ausgeplant.)

## III. Korps

Verbandsabzeichen III. Korps

- Stab III. Korps, Koblenz[16]

### KorpstruppenIII. Korps
- Instandsetzungsregiment 3,[16] Koblenz[3]
- →  Instandsetzungskommando 3[16] (Hinweis: 1967 aufgestellt durch Umgliederung Instandsetzungsregiment 3)[16]
- Fernmeldekommando 3,[16] Koblenz[16] (Hinweis: am 1. Juli 1960 aufgestellt)[16]
- Stab und Stabsbatterie Korpsflugabwehrkommando 3,[16] Koblenz[3] (Hinweis: am 1. Juli 1960 aufgestellt)[16]
  -  Flugabwehrregiment[16]
- Pionierkommando 3,[16] Koblenz[16]
  -  Pionierbataillone[16]
  -  ABC-Abwehrbataillone[16]

### 2. Panzergrenadierdivision

Verbandsabzeichen 2. Panzergrenadierdivision

- Stab 2. Panzergrenadierdivision, Marburg[16][17]
  -  Divisionstruppen 2. Panzergrenadierdivision
  -  Panzergrenadierbrigade 4, Göttingen[16]
  -  Panzergrenadierbrigade 5, Homberg (bis 1961 Kassel)[16][3]
  -  Panzerbrigade 6, Neustadt (bis 1960 Marburg)[16][3] (Hinweis: es handelt sich im Kern um die spätere Panzerbrigade 14)

### 5. Panzerdivision

Verbandsabzeichen 5. Panzerdivision

- Stab 5. Panzerdivision, Diez (bis 1962 Koblenz)[16][3][18]
  -  Divisionstruppen 5. Panzerdivision
  -  Panzergrenadierbrigade 13, Wetzlar[16]
  -  Panzerbrigade 14, Koblenz[16] (Hinweis: es handelt sich im Kern um die spätere Panzerbrigade 34)
  -  Panzerbrigade 15, Koblenz[16]

### 7. Panzergrenadierdivision

Verbandsabzeichen 7. Panzergrenadierdivision

(Hinweis: 1962 NATO Assignierung)
- Stab 7. Panzergrenadierdivision, Unna[16][19]
  -  Divisionstruppen 7. Panzergrenadierdivision
  -  Panzergrenadierbrigade 19, Ahlen[16]
  -  Panzergrenadierbrigade 20, Hemer (Hinweis: Aufstellung zum 1. April 1964. Am 31. März 1965 in die Panzerbrigade 20 umgegliedert)[3]
  - →  Panzerbrigade 20, Hemer (Hinweis: aufgestellt April 1965 durch Umgliederung Panzergrenadierbrigade 20)[3]
  -  Panzerbrigade 21, Augustdorf[16]